# Watson Lake
Watson Lake är en ort i Kanada.   Den ligger i territoriet Yukon, i den nordvästra delen av landet, 3 800 km väster om huvudstaden Ottawa. Watson Lake ligger 678 meter över havet och antalet invånare är 1 547. Den ligger vid sjön Wye Lake.
Terrängen runt Watson Lake är platt åt sydväst, men åt nordost är den kuperad. Runt Watson Lake är det mycket glesbefolkat, med 3 invånare per kvadratkilometer.. Watson Lake är det största samhället i trakten. 
I omgivningarna runt Watson Lake växer i huvudsak barrskog.
Watson Lake Airport ligger nära orten.